# 담론

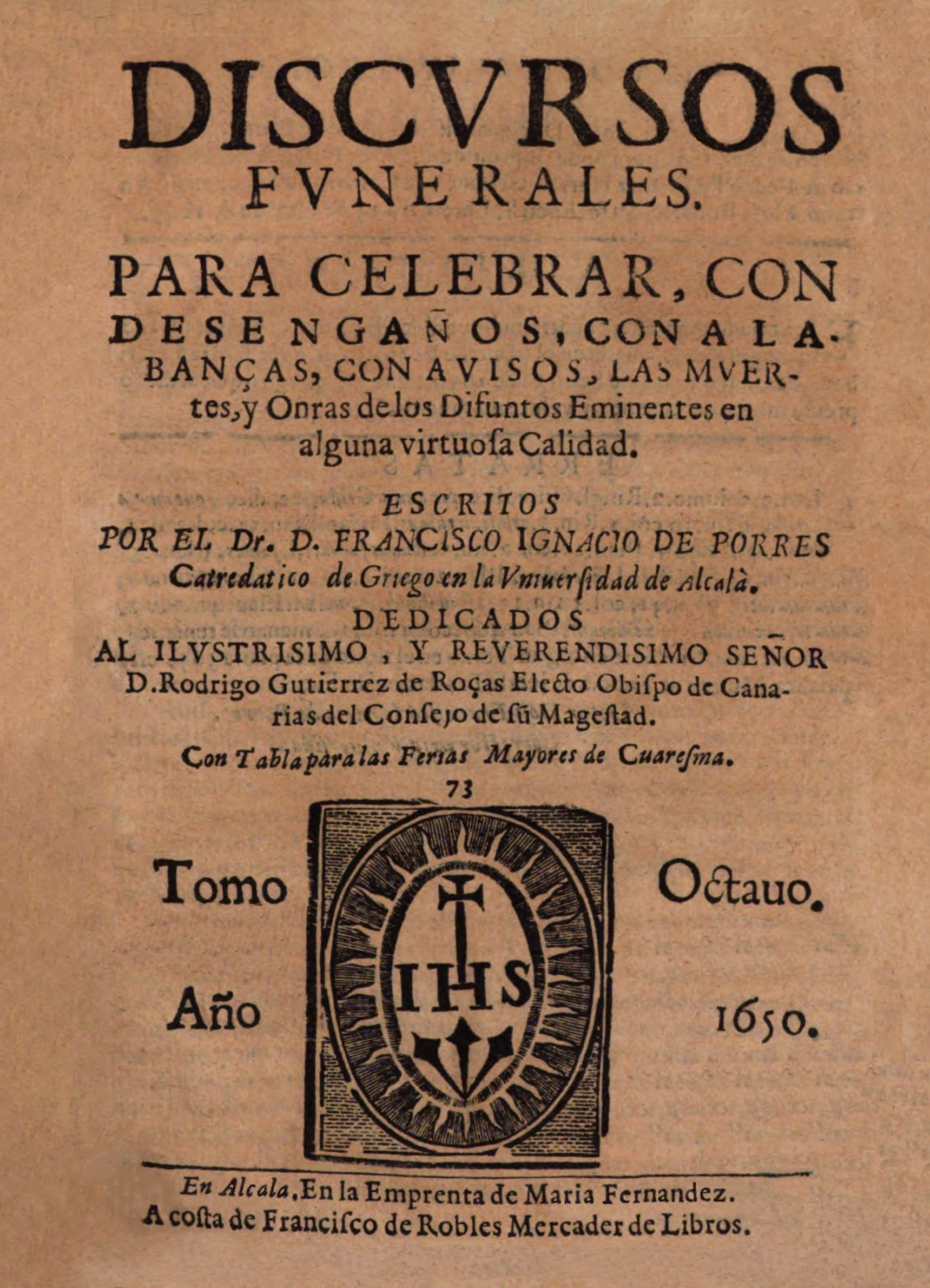

담론 혹은 담화(라틴어: discursus , '여기저기 뛰어다니다')는 어떤 주제에 대한 체계적인 논의이다. 가장 기본적 의미로는 말로 이루어지는 대화나 발표를 의미한다. 인문·사회·문화학 분야의 연구에서 널리 사용되는 개념이다.

## 일반적 개념
담론의 개념은 언어학, 철학, 사회학, 역사학, 매체학, 문화연구 등 분야마다 조금씩 다르게 정의된다. 공통적으로는 '어떤 사회의 구성원들간에 체계적으로 생성, 소통, 발전되는 다소 복잡하거나 복합적인 속성의 언어적 정보'라는 의미를 포함한다. 쉽게 말해, 대개 사회의 공적인 부분과 관련되어 여러 경로로 소통되어 다각도로 나누어지는 '이야기'들이다. 예를 들어, “이번 토론에서는 대학등록금 인상에 대한 담론을 다루겠습니다”에서와 같은 용도로 쓰인다.

## 학문적 개념
학문적으로 20세기, 특히 1960년대 이후부터 많은 연구가의 철학 혹은 사회이론에서 사용되었다.
- 의미론과 담론 분석에서 담론은 의사소통 각각의 양상과 맥락 안에서의 대화의 개념적 일반화이다.
- 법률적 담론, 의학적 담론, 종교적 담론 따위와 같은, 지적 탐구나 사회적 관습의 주어진 분야에서 사용되는 체계화된 말의 총체[1]
- 미셸 푸코와 그가 영향을 미친 사회 이론가의 저술에서 담론을 "그들이 발언이라는 점에서 연속성, 표지의 실체"라고 서술하였다.[2]
- 독일에서는 위르겐 하버마스가 그의 연구에서 담론(독일어: Diskurs)의 개념을 사용하였다.

담론을 연구하는 담론 이론은 학제적 성격을 띠고 있다.

## 참고 문헌
- 다이안 맥도넬 (1992). 《담론이란 무엇인가》. 번역 임상훈. 한울.

## 같이 보기
- 거대담론
- 패러다임